# Катти Сарк
«Ка́тти Сарк» (англ. Cutty Sark) — самый известный и единственный сохранившийся трёхмачтовый композитный парусный клипер XIX века. Был построен в 1869 году. С середины XX века является судном-музеем в Гринвиче (Великобритания).
Судно серьёзно пострадало во время пожара 21 мая 2007 года, восстановление клипера потребовало больших усилий и затрат. Повторное открытие после реставрации состоялось в апреле 2012 года.

## История судна

### Создание «Катти Сарк»
Клипер спроектирован Геркулесом Линтоном, построен и спущен на реку Клайд 23 ноября 1869 года в шотландском городе Дамбартон компанией «Scott & Linton» по заказу одного из крупнейших лондонских чаеторговцев второй половины XIX века Джона («Джока») Уиллиса (John 'Jock' Willis, 1791—1862), по прозвищу «Белая шляпа». Уиллису требовалось самое быстрое судно в мире для перевозки чая из Китая.
Конструктивно судно было композитным: железный набор, обшитый деревом. Обшивка выше ватерлинии — из тика, ниже ватерлинии — из особого вида вяза — Ulmus thomasii. Днище судна ниже ватерлинии было обшито пластинами из мунц-металла.

### История названия
В переводе с шотландского «Cutty Sark» значит «Короткая рубашка». Название отсылает к прозвищу легендарной шотландской ведьмы Нэн «Короткая рубашка», которая изображена в носовой фигуре судна (полураздетая молодая женщина, держащая в руке конский хвост). Предположительно Джон Уиллис назвал новый строящийся клипер по имени картины, увиденной им ранее, изображавшей летящую молодую ведьму в ночной (короткой) рубашке, героиню поэмы Роберта Бёрнса «Тэм О’Шентер» (скотс «Tam O’Shanter»). По сюжету поэмы, ведьма Нэнни «Короткая рубашка» гонится за Тэмом О’Шентером, в последний момент хватает его кобылу за хвост и отрывает его.

### Грузоперевозки
Клипер «Катти Сарк» использовался для доставки чая из Китая в Лондон, представлявшей собой в то время беспощадную гонку клиперов из Китая в Великобританию вокруг Африки. Призом в этой гонке была существенная разница в прибыли, получаемая тем, кто привозил первым чай нового урожая. В этой гонке «Катти Сарк» не выделялся ничем особенным. Известность ему принесло состязание на скорость с клипером «Фермопилы» в 1872 году.
Оба клипера одновременно вышли из Шанхая 18 июня, однако через две недели «Катти Сарк» в буре потерял руль, и капитан Моуди удерживал клипер по ветру во время бури с помощью плавучего якоря, пока на борту мастерили запасной руль. Работа длилась восемь суток, поскольку яростный шторм не прекращался. Судовой плотник собрал брусья, скрепил их скобами, которые сам выковал. Кузницу разбили на палубе. Один раз опрокинулся горн, и сын капитана, который раздувал мехи, едва успел отскочить в сторону, увертываясь от раскалённых углей. На следующий день кузнецу чуть не снесло голову раскалённым железным брусом. Имя этого человека, Генри Гендерсон, осталось в анналах британского мореплавания. В результате этого «Катти Сарк» прибыл в Лондон на неделю позже, чем «Фермопилы» — 18 октября, затратив на путешествие 122 дня.
Однако развитие пароходного судоходства взяло своё. Клиперы были вытеснены пароходами, которые хотя и были по тем временам медленнее, но обеспечивали стабильные поставки чая через открывшийся Суэцкий канал.
После этого «Катти Сарк» отлично зарекомендовал себя на перевозках шерсти из Австралии, добираясь до Англии за 77 дней. Утверждается, что его лучший суточный переход составил 363 мили, что может считаться рекордом для судов такого размера.
В 1895 году Джон Уиллис продал судно за 1250 фунтов португальской компании «Феррейра». Судно переоборудовали в баркентину, имеющую более простое в эксплуатации парусное вооружение, и дали ему новое имя «Феррейра», в честь имени судоходной компании. Клипер, перестроенный в баркентину, использовался португальцами для перевозки угля. После этого «Катти Сарк» ещё несколько раз перепродавали и переоборудовали, пока в 1922 году он не был выкуплен торговым капитаном в отставке Уилфредом Доуменом (Wilfred Dowman), который восстановил его исходный вид и оснастку, а после начал использовать корабль в качестве учебного судна.
В честь клипера был назван сорт виски с изображением судна на этикетке. Производитель, компания Berry Brothers and Rudd, стала спонсором Регаты больших парусников, которая в 1973—2003 годах носила название Международная регата учебных парусников «Катти Сарк» (англ. Cutty Sark Tall Ships’ Race).

### Музей

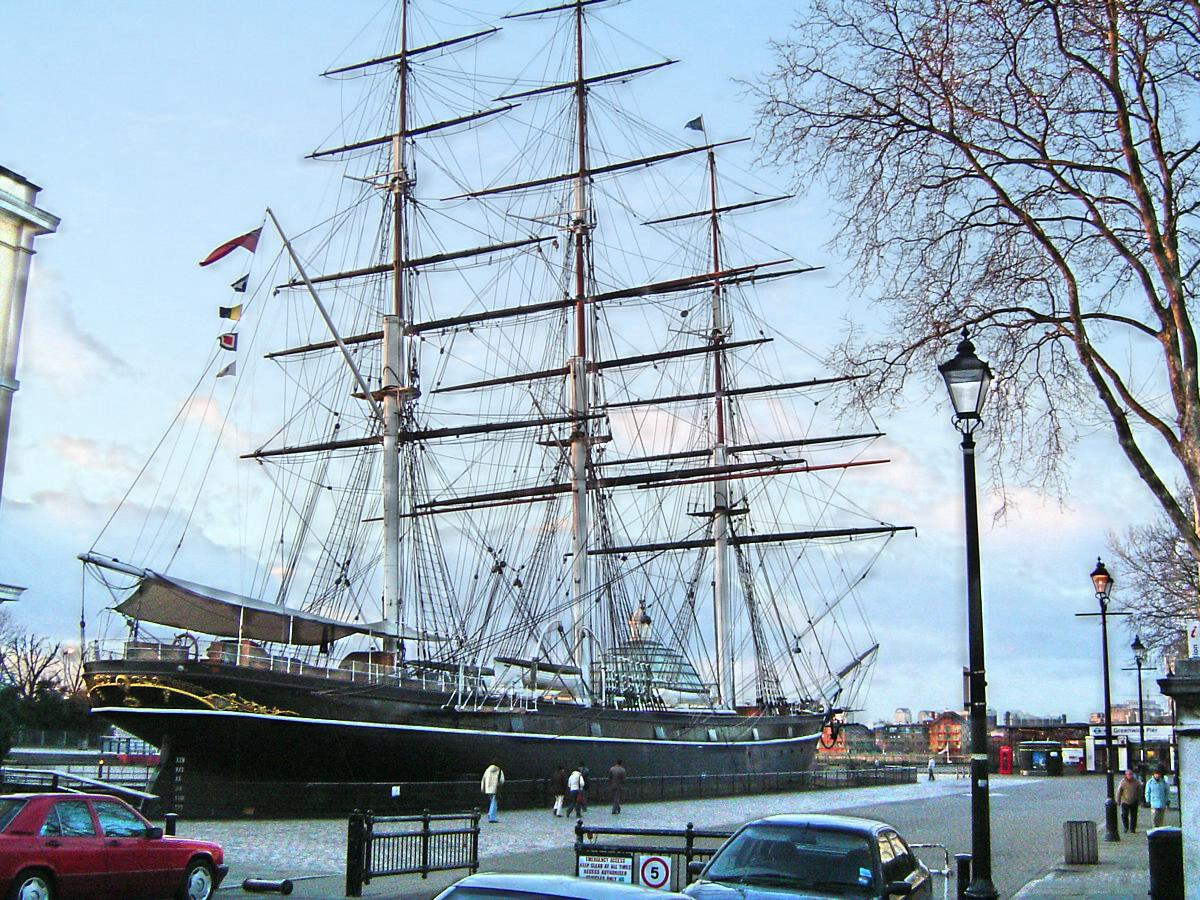
«Катти Сарк» до пожара

«Катти Сарк» был поставлен в 1954 году на вечную стоянку в сухой док Гринвича (в 1944 году об этом упоминал русский писатель-фантаст И. А. Ефремов в своей повести-предвидении «Катти Сарк»).

#### Пожар
Ранним утром 21 мая 2007 года на «Катти Сарк» возник пожар. Огонь быстро охватил всё судно, уничтожив около 80 % всей деревянной обшивки и палубных перекрытий. Для восстановления клипера было создано общество по реконструкции «Катти Сарк». Одним из благотворителей, участвовавших в восстановлении судна стал российский бизнесмен Алишер Усманов. Как сообщал представитель фонда «Катти Сарк» Крис Ливетт, судно должно быть восстановлено, так как более половины всех его элементов — в частности, мачты, паруса, рулевое колесо, фигура «Ведьмы Нэн», украшавшей «нос» корабля — были сняты с корабля во время проводимого проекта по его реконструкции и вывезены в город Чэтем в графстве Кент. Свою поддержку в восстановлении национального символа Великобритании оказало и британское правительство. Смета проекта по реконструкции клипера «Катти Сарк», начавшегося в ноябре 2006 года, оценивалась в 25 миллионов фунтов. Реставрация заняла почти пять лет кропотливой работы лучших мастеров королевства Великобритании и потребовала 50 млн фунтов расходов, повторное открытие судна для посетителей состоялось 27 апреля 2012 года — его снова торжественно открыла королева Елизавета II.

### Расследование причин пожара
30 сентября 2008 года представитель Лондонской пожарной службы озвучил выводы следствия о причинах пожара на пресс-конференции в Скотланд-Ярде. Согласно данным расследования, проведённого совместно с полицией Лондона, наиболее вероятной причиной пожара стало возгорание мотора промышленного пылесоса, использовавшегося для уборки судна. Пылесос забыли выключить, и он работал около 48 часов (в выходные дни) до своего отказа и начала пожара, обнаруженного в понедельник. Материальные свидетельства[какие?] и записи с камер видеонаблюдения говорят о том, что пожар начался в кормовой части на нижней палубе. Был сделан вывод, что поджог маловероятен и пожар произошёл по недосмотру.

## Основные характеристики
- Водоизмещение: 2133,779 тонн при осадке 6,1 м
- Длина полная: 85,4 м
- Длина корпуса: 64,8 м
- Ширина: 11 м
- Осадка: 6,7 м
- Высота грот-мачты от главной палубы до топа: 46,3 м
- Общая площадь парусов: 2980 м²
- 3 мачты